# Ignace Mouradja d'Ohsson
Ignace Mouradja d'Ohsson ou Ignatius Mouradgea d'Ohsson (1740-1807) est un diplomate et écrivain suédois.

## Biographie
Né à Constantinople en 1740 dans une famille d'origine arménienne, il est secrétaire et premier interprète de l’ambassadeur de Suède à Constantinople. Il devint chargé d’affaires en 1782 et fut nommé chevalier de l’ordre de Wasa, ensuite ministre plénipotentiaire et envoyé extraordinaire.
Il se consacre ensuite à la rédaction de son Tableau général de l’empire ottoman.
Il meurt dans un château de Bièvres, en France, le 27 août 1807.

## Tableau général de l’empire Othoman
Le Tableau général de l’empire Othoman est une œuvre d'une très grande précision concernant la législation et la religion dans l'Empire ottoman. Il est considéré comme la « meilleure description que l’on ait eue de l’Empire ottoman puisqu’elle est faite par une personne du pays meme… Ce premier volume ne renferme que la partie de la religion, les mosquées, les tombeaux, les dogmes, les prières, les cérémonies » (Journal des Savants, mai 1788, p. 318). Il est éclipsé par la parution la même année du Voyage en Syrie et en Égypte de Volney, très populaire et aux descriptions de la société radicalement différentes par leur dénonciation du despotisme et l'absence de références au système juridico-religieux ottoman.
Les "tableaux généraux" sont un genre du XVIIIe qui par des descriptions politiques, sociologiques, ... évitent l'écueil de l'histoire événementielle représentée par les grandes œuvres sur l'Empire ottoman de l'époque: Histoire de l’Empire Othoman de Cantemir, L’Histoire des Sarrasins d’Ockley, L’Histoire des Arabes sous le gouvernement des Califes de Marigny, L’Histoire générale des Huns, des Turcs et autres Tatares occidentaux de Guignes ou L’Histoire universelle anglaise. Guer se rapproche du souci de d'Ohsson de ce point de vue.
Sa genèse est décrite ainsi : "Il se proposait d’écrire le règne de Selim II ; mais bientôt il conçut le plan d’un Tableau général de l’empire ottoman : dès lors il se livra sans réserve à l’exécution de cette entreprise. En 1784, d’Ohsson étant parvenu, non sans de grandes difficultés, à acquérir sur les usages, les mœurs, les pratiques intérieures du sérail, des connaissances certaines qui avaient toujours manqué au reste de l’Europe, sur une nation qui n’a jamais pu parvenir à s’y familiariser, même en y transportant le chef-lieu de sa domination, il se rendit à Paris pour mettre en œuvre ses riches matériaux. En 1788 il fit paraître le premier vol. in-fol. du Tableau général de l’empire ottoman ; il publia le second l’année suivante. La révolution qui survint en France suspendit son entreprise littéraire ; il se rendit à Constantinople […]. Cet ouvrage était sur le point d’être terminé, lorsque la mort surprit d’Ohsson en 1807, et laissa incomplète cette grande opération" (Peignot)

### Éditions
- Tableau général de l’empire Othoman, divisé en deux parties, dont l’une comprend la Législation Mahométane ; l’autre, l’Histoire de l’Empire Othoman. Dédié au roi de Suède., Paris, de l’imprimerie de Monsieur, 1787-1790
- Tableau général de l’empire Othoman, divisé en deux parties, dont l’une comprend la Législation Mahométane ; l’autre, l’Histoire de l’Empire Othoman. Dédié au roi de Suède. publié par d'Ohsson, fils de l'auteur, Paris, Firmin Didot (en ligne: volume 6), 1788-1824).
- Traductions:
  - Allemand: Allgemeine Schilderung des Othomanischen Reichs Aus dem Französischen des Herrn von Muradgea d’Ohsson mit einiger Abkürzung übersetzt und mit Anmerkungen, Zusätzen und einem Glossarium und Register versehen von Christian Daniel Beck, Weidmann, Leipzig 1788 und 1793 (2 Bände), (Mit 4 Falttafeln (Gebetsstellungen und Schriftarten) sowie 2 mehrfach gefaltete genealogische und chronologische Tafeln (mit Mohammed und seinen Abkömmlingen)).
  - Italien: Descrizione generale dell'Impero ottomano Dal francese, del Signore di Muradgea d'Ohsson con alcune abbreviazioni, tradotto e commentato, integrazioni e Glossario e Registro di Christian Daniel Beck, Weidmann, Lipsia 1788 e 1793 (2 volumi), (tabelle genealogiche e cronologiche piegate più volte con 4 tavole (posizioni di preghiera e caratteri ottomani) e 2 (con Maometto e i suoi discendenti) pieghevoli).
  - Russe: Полная картина Оттоманския империи : в двух частях: Первая замыкает в себе законоположение магометанства (traduction Mikhail Ivanovitch Verevkine, Верёвкин, Михаил Иванович); другая историю Оттоманския империи. / Труды г. д'Оссона. ; Украшенная рисунками и чертежами. - СПб. : При Имп. Акад. наук., 1795. - Загл. на доп.тит.листе : Всеобщая картина Отоманской империи. - Б. ц.

## Sources
- Joseph-Marie Quérard, La France littéraire, ou Dictionnaire bibliographique des savants, vol 6, p. 342
- Peignot, Dictionnaire biographique et bibliographique, 557